# Jawornik Krowi
Jawornik Krowi – wzniesienie o wysokości 986 m n.p.m., w południowo-zachodniej Polsce w Górach Bialskich w Sudetach Wschodnich.

## Położenie
Wzniesienie położone, w środkowej części Gór Bialskich w Sudetach Wschodnich, około 3, km, na północny wschód od  Bolesławów i 1,4  km na północ od wzniesienia Sucha Kopa.

## Fizjografia
Wzniesienie o zróżnicowanych zboczach i wyraźnie wykształconym szczycie, ma postać wydłużonego nieregularnego wału w kształcie rogala, którego północno-zachodnie ramie wyraźnie wydzielają doliny potoków, lewych dopływów Białej Lądeckiej, od strony południowo-zachodniej dolina potoku Mała Młynówka a od strony północno-wschodniej dolina Młynówki. Wyrasta z północno-wschodniego grzbietowego zbocza wzniesienia Suszycy na kierunku NW-SE. Charakteryzujące się nieregularną rzeźbą, urozmaiconym ukształtowaniem, wyraźnie podkreślonymi dość stromo opadającymi do dolin rzecznych zboczami: zachodnim, wschodnim i północnym. Północno-zachodnie zbocze, pasem grzbietowym opada w kierunku Młynowca. Od pobliskiego wzniesienia Suszycy położonego po południowo-zachodniej stronie, oddzielone jest bezimienną przełęczą, przez którą przechodzi Sucha Droga. Całe wzniesienie położone jest na obszarze Śnieżnickiego Parku Krajobrazowego. Położenie wzniesienia, kształt i wyraźnie podkreślona część szczytowa czynią wzniesienie rozpoznawalnym w terenie.

## Budowa
Wzniesienie w całości zbudowane ze skał metamorficznych łupków łyszczykowych i gnejsów gierałtowskich. Szczyt i zbocza wzniesienia pokrywa niewielkiej grubości warstwa młodszych osadów glin, żwirów, piasków i lessów z okresu zlodowaceń plejstoceńskich i osadów powstałych w chłodnym, peryglacjalnym klimacie.

## Roślinność
Wzniesienie częściowo porośnięte monokulturowym lasem świerkowym regla dolnego, z domieszką drzew liściastych. Drzewostan porastający szczytowe partie wzniesienia pod koniec XX wieku częściowo dotknęły zniszczenia wywołane katastrofą ekologiczną w Sudetach, obecnie w miejscach częściowo zniszczonego drzewostanu porasta świerkowy młodnik. W partii szczytowej rozciąga się obszerna śródleśna polana.

## Inne
- W przeszłości wzniesienie nosiło nazwę niem.Kuhurlich [1] po 1945 roku nosiło nazwę Ostręga. [2]Obecnie na mapach oznaczane jest jako Jawornik Krowi.
- Na zachód od szczytu na poz. 845 m n.p.m. położone jest źródło Młynówki.

## Turystyka
Przez szczyt wzniesienia nie prowadzi szlak turystyczny.